# Карл Дельгає
Карл Дельгає (нім. Karl Del'Haye, нар. 18 серпня 1955, Аахен, ФРН) — колишній німецький футболіст, що грав на позиції флангового півзахисника. Виступав за національну збірну Німеччини.
П'ятиразовий чемпіон Німеччини. Дворазовий володар кубка Німеччини. Володар Суперкубка Німеччини. Дворазовий володар Кубка УЄФА. У складі збірної — чемпіон Європи.

## Клубна кар'єра
У дорослому футболі дебютував 1973 року виступами за команду клубу «Алеманія» (Аахен), в якій провів один сезон, взявши участь у 24 матчах чемпіонату, забивши 4 голи.
Своєю грою за цю команду привернув увагу представників тренерського штабу клубу «Боруссія» (Менхенгладбах), до складу якого приєднався 1974 року. Відіграв за менхенгладбаський клуб наступні шість сезонів своєї ігрової кар'єри.
1980 року уклав контракт з клубом «Баварія» (Мюнхен), у складі якого провів наступні п'ять років своєї кар'єри гравця. За цей час двічі виборював титул чемпіона Німеччини, ставав володарем Кубка Німеччини (також двічі).
Завершив професійну ігрову кар'єру у клубі «Фортуна» (Дюссельдорф), за команду якого виступав протягом 1985—1987 років.

## Виступи за збірну
1980 року дебютував в офіційних матчах у складі національної збірної Німеччини. Протягом кар'єри у національній команді, яка тривала один рік, провів у формі головної команди країни два матчі.
У складі збірної був учасником чемпіонату Європи 1980 року в Італії, здобувши того року титул континентального чемпіона.

## Досягнення
- Чемпіон Німеччини:

«Боруссія»: 1974-75, 1975-76, 1976-77
«Баварія»: 1980-81, 1984-85
- Володар Кубка Німеччини:

«Баварія»: 1981-82, 1983-84
- Володар Суперкубка Німеччини:

«Баварія»: 1982
- Володар Кубка УЄФА:

«Боруссія»: 1974-75, 1978-79
- Чемпіон Європи: 1980